# Рикасиха (железнодорожная станция)
Рикасиха — железнодорожная станция в муниципальном образовании «Северодвинск» Архангельской области России.

## География
Железнодорожная станция находится на берегу озера Кородское, на расстоянии 10 км к югу-востоку от города Северодвинск, административного центра округа.

### Часовой пояс
Железнодорожная станция Рикасиха, как и вся Архангельская область, находится в часовой зоне МСК (московское время). Смещение применяемого времени относительно UTC составляет +3:00.

## Население
| 2005 | 2011 |
| ---- | ---- |
| 0    | →0   |

## Инфраструктура
В населённом пункте отсутствует инфраструктура.

## Карты
- Топографическая карта Q-37-128,129,130. Архангельск — 1 : 100 000
- Топографическая карта Q-37-33_34.
- Рикасиха. Публичная кадастровая карта